# Стотвил (Њујорк)
Стотвил (енгл. Stottville) насељено је место без административног статуса у америчкој савезној држави Њујорк.

## Демографија
По попису из 2010. године број становника је 1.375, што је 20 (1,5%) становника више него 2000. године.
| Група             | 2000.         | 2010.         |
| Белци             | 1.271 (93,8%) | 1.178 (85,7%) |
| Афроамериканци    | 23 (1,7%)     | 97 (7,1%)     |
| Азијати           | 7 (0,5%)      | 19 (1,4%)     |
| Хиспаноамериканци | 29 (2,1%)     | 32 (2,3%)     |
| Укупно            | 1.355         | 1.375         |